# Étienne de la Croix
Étienne de la Croix (ou en portugais Estêvão da Cruz), né en 1579 au Francboisier à Saint-Pierre-du-Bosguérard dans l'actuel département de l'Eure (France) et mort le 24 janvier 1643 à Goa (Inde), est un prêtre jésuite français qui fut missionnaire en Inde. Bon connaisseur des langues locales, il a composé une vie de saint Pierre en langue marathe.
À vingt ans, en 1599, Étienne de la Croix entre au noviciat des jésuites à Évora au Portugal. Trois ans plus tard, il part comme missionnaire en Inde portugaise. Après des études de philosophie et de théologie à Goa, il est ordonné prêtre en 1614. Il passe toute sa vie à Goa, où il occupe des fonctions importantes, comme professeur de théologie, recteur du séminaire de Rachol (deux fois), maître des novices, supérieur de la maison professe et recteur du collège Saint-Paul de Goa.
Étienne de la Croix était très versé dans la langue des habitants du Kanara et dans celles des Marathes.

## Écrits
- Discursos sobre a vida do apostolo Sam Pedro... em versos em lingoa bramana marasta (2 vol.), Goa, 1634.